# Chapelle Notre-Dame de La Mongie
Pour les articles homonymes, voir chapelle Notre-Dame.
La Chapelle Notre-Dame de La Mongie est un édifice religieux catholique situé dans le département des Hautes-Pyrénées dans la station de ski de La Mongie sur la commune de Bagnères-de-Bigorre.

## Historique

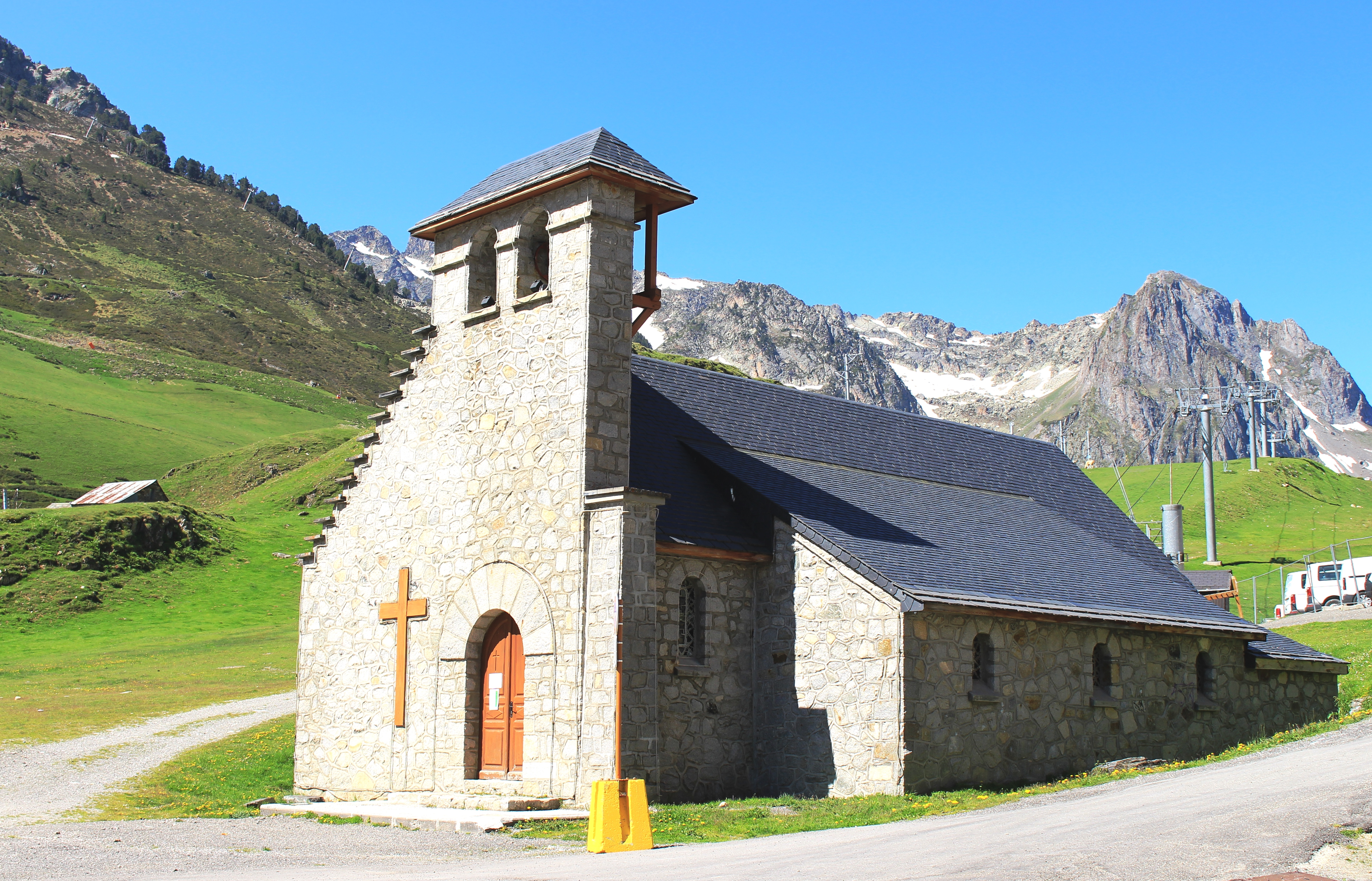
La chapelle.

La première pierre fut posée le 5 août 1950 en présence de Mgr Théas.
La chapelle a été bénie le 17 octobre 1954 par Mgr Théas.
L'intérieur de la chapelle, les murs et la voûte sont repeints en 1997.
En 2010, un programme pour la restauration de la chapelle a été lancée, la première étape de la rénovation commença par la toiture, l'installation électrique et le chauffage. La deuxième étape des travaux était la rénovation du plafond et des peintures.